# Furacão Kyle (2002)
Furacão Kyle foi um furacão vindo das Bermudas em 20 de setembro de 2002. O Kyle foi se movendo lentamente e se fortalecendo, alcançou força de furacão em 25 de setembro, mas enfraqueceu em 28 de setembro.
Finalmente, em 11 de outubro, Kyle alcançou a terra e fez sua primeira destruição próximo a McClellanville, Carolina do Sul. A segunda destruição foi no litoral da Carolina do Norte no mesmo dia. O Kyle continuou a se mover fundindo-se com uma frente fria em 12 de outubro.
Kyle causou um estrago relativamente pequeno, aproximadamente $5 milhões de dólares e 1 morte registrada.